# Roquetaillade-et-Conilhac
 Roquetaillade-et-Conilhac es una comuna francesa situada en el departamento del Aude, de la región de Occitania, creada el 1 de enero de 2019.

## Geografía
Está ubicada a 7 km al sur de Limoux.

## Historia
La comuna nueva fue creada el 1 de enero de 2019, con la unión de las comunas de Roquetaillade y Conilhac-de-la-Montagne, pasando a estar el ayuntamiento en la antigua comuna de Roquetaillade.